# كان عليك الرحيل (فلم)
كان عليك الرحيل (بالإنجليزية: You Should Have Left) فيلم رعب نفسي أمريكي تم إصداره عام 2020 من تأليف و إخراج ديفيد كويب. و بطولة كيفين بيكون ، أماندا سيفريد.

## ملخص قصة
كاتب سيناريو ناجح في منتصف العمر، وزوجته الممثلة، وابنتهما الشابة الحماسية تحجز إجازة في منزل عصري منعزل في ريف ويلز حيث لا شيء هناك يبدو تمامًا.

## روابط خارجية
مقالات تستعمل روابط فنية بلا صلة مع ويكي بيانات